# Yechiva de Mir (Biélorussie)
La Yechiva de Mir (hébreu : ישיבת מיר, Yeshivat Mir), connue sous le nom de Mirrer Yeshiva (yiddish : מירער ישיבה) ou Le Mir, est une yechiva lituanienne située dans la ville de Mir, dans l'Empire russe (actuelle Biélorussie). Après avoir déménagé à plusieurs reprises au cours de la Seconde Guerre mondiale, elle se divise en trois yechivas : une à Jérusalem et deux à Brooklyn, New York : la Mir Yeshiva et Bais Hatalmud.

## Origines
La fondation de la Mirrer yechiva a lieu en 1814, 11 ans après la fondation de la Yechiva de Volozhin, par le rabbin Shmuel Tiktinsky, éminent habitant de la petite ville de Mir (gouvernorat de Grodno, Empire Russe), . Après la mort de Shmuel Tiktinsky, son fils cadet, le rabbin Haïm Leib Tiktinsky est nommé rosh yechiva (directeur de la yechiva). Son fils Rav Avrohom Tiktinsky lui succède et fait venir le rabbin Eliyahu Boruch Kamai à la yechiva. Sous la direction du rabbin Kamai, la yechiva se divise entre ceux favorables à l'étude du Moussar et ceux s'y opposant.
En 1903 la fille du rabbin Kamai, Malka, épousa le rabbin Eliezer Yehuda Finkel, fils du rabbin Nosson Tzvi Finkel, « l'ancien de Slabodka », à la suite de quoi Eliezer Finkel rejoignit la yechiva en 1906. C'est sous son influence que la yechiva finit par rejoindre la tendance du Moussar ; le rabbin Zalman Dolinsky de Radun fut alors nommé premier mashgiach (maître spirituel) de la yechiva.

## Première Guerre Mondiale

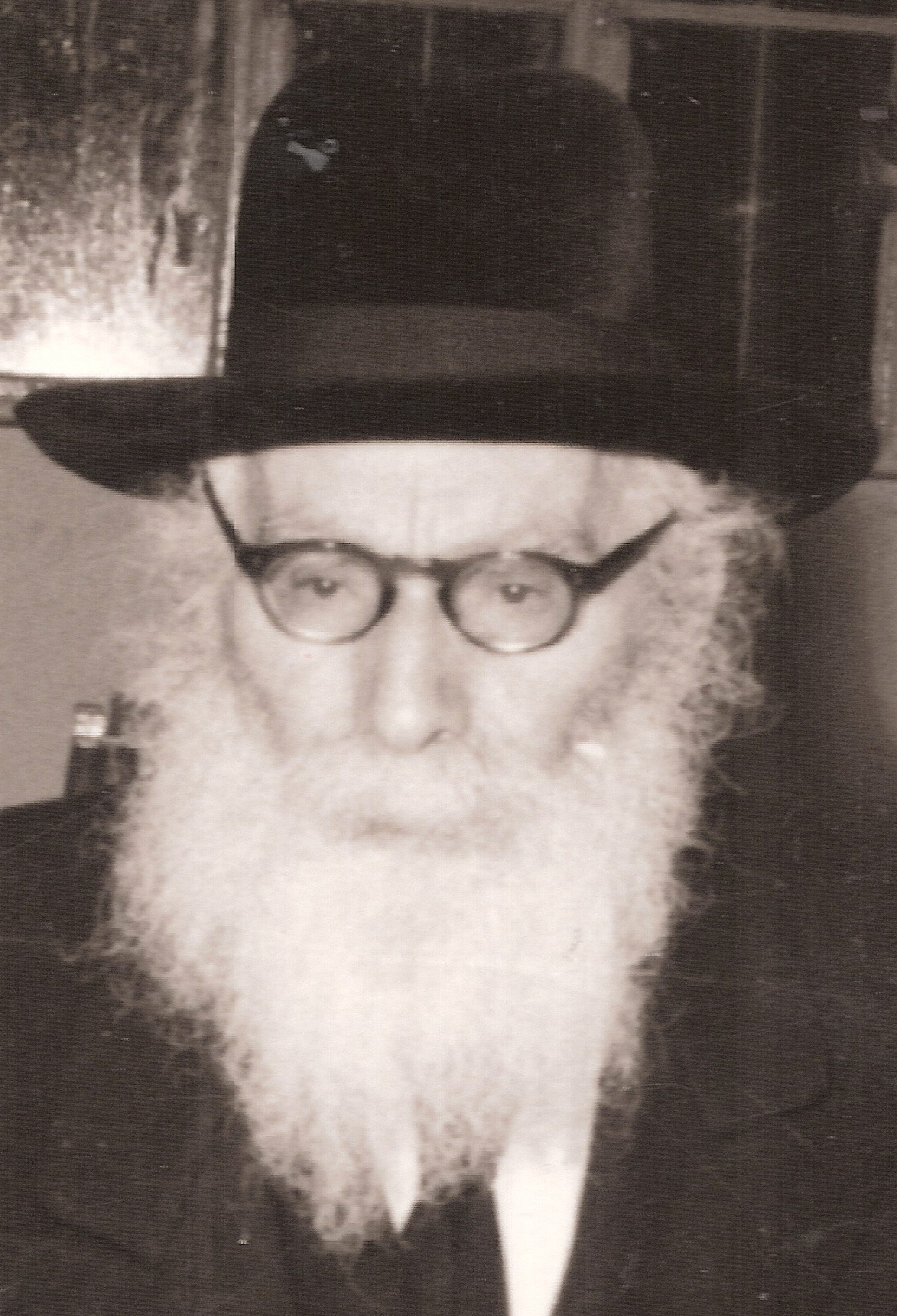
Le Rabbin Eliezer Yehuda Finkel

Lors du déclenchement de la Première Guerre mondiale en 1914, la yechiva déménage de Mir à Poltava (aujourd'hui en Ukraine). Après la mort du rabbin Kamai en 1917, le rabbin Eliezer Yehuda Finkel est nommé rosh yechiva, marquant le début de l'âge d'or de la yechiva. En 1921, la yechiva retourne à ses locaux d'origine à Mir, où elle s'épanouit de nouveau, attirant les meilleurs étudiants. elle attire des étudiants de toute l'Europe, mais aussi d'Amérique, d'Afrique du Sud et d'Australie. Le nombre d'étudiants grimpe à près de 500. Au moment où éclate la Seconde Guerre mondiale, il n’y a pratiquement aucun rosh yechiva de l’école lituanienne qui n’avait pas étudié à Mir. Durant cette periode, le rabbin Yeruchom Levovitz rejoint la yechiva et succède au rabbin Zalman Dolinskien en tant que mashgiach, .
En 1929, l'un des étudiants les plus doués de la yechiva, Chaim Leib Shmuelevitz(«Chaim Stutchiner»), épouse la fille du rabbin Eliezer Yehuda Finkel. Le rabbin Chaim Leib Shmuelevitz est promu à la tête de l'institut en 1935.

## Fuite vers l'Est
L'invasion de la Pologne en 1939 par l'Allemagne nazie à l'ouest et l'Armée rouge rendit impossible à la yechiva de rester à Mir. Tandis que de nombreux étudiants étrangers s'enfuient, la yechiva et la majorité de ses étudiants déménagent en Lituanie, qui bien qu'occupée par l'Union soviétique n'a pas été encore complètement annexée. La yechiva est d'abord rétablie à Wilno (Vilnius), puis à Keidan (Kėdainiai). Peu de mois après la Lithuanie tombe sous le contrôle total de l'Union soviétique, mettant ainsi en péril l'avenir de la yechiva. La yechiva est divisée en quatre sections : la « première division », sous la direction du rabbin Chaim Leib Shmuelevitz comme rosh yeshiva et du rabbin Yechezkel Levenstein comme mashgiach, déménage à Krakinova ; les trois autres divisions se rendent dans les trois petites villes de Ramigola, Shat et Krak. Cet arrangement n’est qu’une solution temporaire et qu’en fin de compte, la yechiva serait forcée de fuir la Lituanie Soviétique pour survivre.
L'un des étudiants de la yechiva se tourna vers le consul britannique à Kaunas, Thomas Preston, qui a délivra aux étudiants des documents de voyage britanniques temporaires à utiliser à la place des passeports. Ces documents furent remis sans date d'expiration et sans identité du propriétaire. Un petit nombre d'étudiants reçurent également des visas d'émigration en leur permettant d'entrer en Palestine. Au cours de l'été 1940, plusieurs étudiants de la yechiva, menés par le citoyen néerlandais Nathan Gutwirth, apprirent que l'ambassadeur des Pays-Bas à Riga, Leendert de Decker, ainsi que le consul honoraire des Pays-Bas à Kaunas Jan Zwartendijk étaient prêts à leur fournir visas pour la colonie néerlandaise des Caraïbes Curaçao. Parallèlement, on fit savoir que le consul japonais en Lituanie, Chiune Sugihara, avait accepté de délivrer des visas de transit aux réfugiés souhaitant s'échapper par le Pacifique alors occupé par les japonais. En conséquence, la plupart des étudiants de la yechiva demandèrent et reçurent plusieurs milliers de visas de transit de Sugihara, ce qui leur permit de partir pour l'Extrême-Orient.
Les étudiants de la yechiva voyagèrent en automne de l'année 1940 par chemin de fer transsibérien jusqu'à Vladivostok, en Russie ; puis par bateau jusqu'à Tsuruga, au Japon. La yechiva réouvrit ses portes à Kobe, au Japon, en mars 1941.

## Kobe
Alors que la yechiva est à Kobe un débat éclata au sein des étudiants de la yechiva au sujet du jour pendant lequel observer le Chabbat. Ils sollicitent les avis du Hazon Ish et du Rabbin Yechiel Michel Tokachinsky. En fin de compte, ile est décidé que les étudiants s'abstiennent de violer les interdits bibliques du Chabbat mais que le jour saint ne soit observé complètement qu'un seul des deux jours.
Plusieurs petites yechivot parviennent à s'échapper aux côtés de la Yechiva Mirrer. Malgré les difficultés impliquées, les dirigeants de la Mirrer assument l'entière responsabilité de leur soutien, distribuant des fonds (reçus pour la plupart de l'American Jewish Joint Distribution Committee) et assurant le logement et la nourriture de tous les étudiants.

## Shanghai

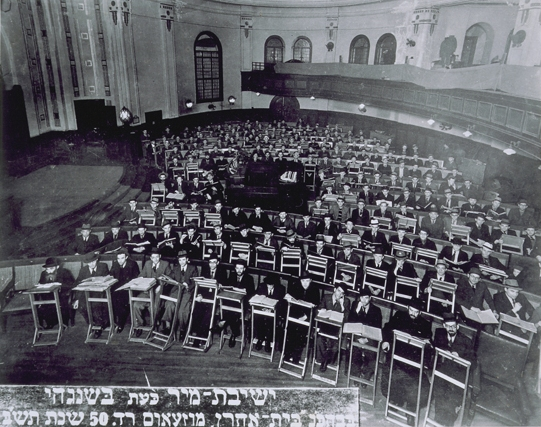
Les étudiants et les enseignants de la yechiva Mir exilée étudient dans le sanctuaire de la synagogue Beth Aharon, Shanghai

Peu de temps après, la yechiva déménage de nouveau, cette fois à Shanghai (sous contrôle japonais), en Chine, où elle demeure jusqu'en 1947. Le rabbin Meir Ashkenazi, un ‘hassid Loubavitcher et chef spirituel des réfugiés juifs, fait loger la yechiva dans la synagogue Beth Aharon, construite en 1920 par un éminent homme d’affaires juif de Shanghai, Silas Aaron Hardoon . Pendant les premières semaines, jusqu'à ce que les fonds nécessaires aux provisions de la yechiva soient levés, la communauté souffre de malnutrition.

## Rétablissement après la guerre
Après la fin de la guerre, la majorité des réfugiés juifs du ghetto de Shanghai partent vers Israël et les États-Unis. Le rabbin Eliezer Yehuda Finkel et le rabbin Avraham Kalmanowitz,  réussissent à s'échapper d'Europe avant la guerre et vont pas à Shanghai avec la yechiva.
Pour des raisons de santé, le rabbin Finkel ne peut accompagner la yechiva et arrive en Palestine par bateau en passant par Odessa et la Turquie. Il établit la Yechiva Mirrer de Jérusalem, comportant l'annexe Mir Brachfeld . Son fils, le rabbin Haïm Zev Finkel, sert de mashgiach.
Le rabbin Kalmanowitz se rend aux États-Unis où il se consacre au soutien des Juifs d'Europe et de Shanghai. On lui attribue l'envoi de fonds et de centaines de gemaras. En Amérique, il fonde le Mirrer Yeshiva Central Institute à Rockaway qu'il transféra ensuite à Brooklyn, New York. Les dirigeants de la yechiva, le rabbin Shmuelevitz et le rabbin Levenstein, quittent Shanghai pour New York avec le dernier groupe d'étudiants au début de 1947. Trois mois plus tard, le rabbin Shmuelevitz embarqua pour Israël, où il rejoint la faculté de la Mirrer Yechiva, créée par le rabbin Finkel. Le rabbin Levenstein quitte lui aussi New York peu après son arrivée et s'installa en Israël où il est nommé mashgiach de la Yechiva de Ponevezh.
Après l'arrivée à New York depuis Shanghai, certains des étudiants les plus âgés et les plus respectés de la yechiva fondent le Beth Hatalmud Rabbinical College à Brooklyn afin de perpétuer la yechiva originale de Shanghai.

## Étudiants éminents
- Yehezkel Abramsky
- Aryeh Leib Baron
- Abba Berman
- Samuel Belkin
- Shmuel Berenbaum
- Moshe Yehuda Blau
- Zelik Epstein
- Michoel Fisher (en)
- Ze'ev Wolf Gold
- Lazar Gulkowitsch
- Leib Gurwicz
- Nachum Kaplan
- Yisrael Mendel Kaplan
- Yitzchok Isaac Krasilschikov
- Dovid Kviat
- Simcha Zissel Halevi Levovitz
- Dovid Lifshitz
- Aryeh Leib Malin
- Zvi Hirsch Masliansky
- Isser Zalman Meltzer
- Herman N. Neuberger
- Eliezer Palchinsky
- Nochum Partzovitz
- Dovid Povarsky
- Chaim Pinchas Scheinberg
- Kopul Rosen
- Simcha Sheps
- Shimon Schwab
- Moshe Zvi Segal
- Moshe Shmuel Shapira
- Naftoli Shapiro
- Shimon Shkop
- Chaim Leib Shmuelevitz
- Pesach Stein
- Nosson Meir Wachtfogel
- Yechiel Yaakov Weinberg
- Gershon Yankelewitz
- Binyamin Zeilberger
- Shlomo Yosef Zevin

## Directeurs et dirigeants

### Roshei Yeshivah
- Chmouel Tiktinsky (1815- )
- Haïm Leib Tiktinsky
- Eliyahu Boruch Kamai (? -1917)
- Eliezer Yehuda Finkel (1917-1965) ; (fils de Nosson Tzvi Finkel et gendre d'Eliyahu Boruch Kamai)
- Chaim Leib Shmuelevitz (1941-1979)
- Avraham Kalmanowitz

### Mashgichim
- Zalman Dolinski
- Yeruchom Levovitz
- Yechezkel Levenstein